# س. فرد بيرغستن
س. فرد بيرغستن (بالإنجليزية: C. Fred Bergsten)‏ هو كاتب غير روائي واقتصادي أمريكي، ولد في 23 أبريل 1941 في بروكلين في الولايات المتحدة.

## وصلات خارجية
- س. فرد بيرغستن على موقع إن إن دي بي (الإنجليزية)